# 김철호 (1899년)
김철호(金喆浩, 1899~1950년경)는 일제강점기의 인물로 본관은 김해이다.

## 출생과 성장
김철호(金喆浩)(1899~1946)은 경상남도 부산에서 태어났다. 당시 의열단의 중요 인사로 활동하고 있던 김철호(金喆浩)와 이지윤(李智倫) 사이에서 태어났다. 당시 1급 체포대상이었던 김철호는 신상이 잘 알려지지 않아 이름만으로 수배를 당했는데, 그 수사에 혼란을 주기 위해서 이지윤은 당시 아명 '멸치'를 사용하고 있던 아들의 이름을 아버지의 것과 같은 김철호(金喆浩)로 정하게 되었다. 태어날때부터 아주 마른 체형이었던 탓에 정해진 아명 '멸치'는 친구들 사이에서는 곧 별명이 되기도 했다. 또한 김철호라는 이름과 아버지의 영향으로 어린 나이부터 경찰서에 자주 불려다니게 되면서 일찍 사회를 접할 수 있었다. 백범일지 2권 3장에서는 이렇게 전하고 있다. '상해(上海)에 다녀와 부산에 들르니, 내가 귀여워하던 멸치가 어느새 철호라는 이름을 가지게 되었다. 어린 나이임에도 불구하고 표정이 굳건하고 눈매가 뚜렷한 것이 큰 인물이 될 거라는 생각을 하게 했다.' 그는 어렸을 때 일제의 경찰을 피해 도망다니는 아버지를 대신해 집안을 꾸려 나갔다.

## 변절
하지만 그의 인생은 아버지인 김철호(金喆浩)가 종로 경찰서장을 맡게 되면서부터 조금씩 달라지기 시작하였다. 경찰서장을 맡지 않으면 가족들을 없애버리겠다는 협박 때문에 어쩔 수 없이 종로 경찰서장을 맡은 아버지를 따라 경성에 올라온 그는
자연스럽게 경찰서에 자주 드나들게 되었다. 갓 고등보통학교에 들어가게 된 그는 당시 '악마'라고 불리던
이현우(李賢雨)와 각별하게 지냈다. 처음에는 그가 친일파이며 앞장서 독립투사들을 탄압한다는 사실을 몰랐지만,
후에 그 사실을 알게되고, 아버지가 조금씩 그런 이현우(李賢雨)의 행각들을 방관하게 된다는 것을 알고 고민에
빠진다. 그 당시 경성에 있었던 나석주, 김상옥 등이 김철호에게 백범선생님이 있는 상해로 가자고 권유했으나,
그는 아버지를 더 믿어 보겠다는 말로 정중하게 거절했다. 백범일지 3권 1장에서는 '내 오랜 동지였던 김철호(金喆浩)가 조금씩 변절하고 있다는 소식을 들어 우울하다. 하지만 그의 아들마저 그렇게 내버려 둘 수는 없었다. 석주에게 철호를
데려오라고 지시했으나, 철호가 거절하였다. 아아! 안타까운 일이로다.'라고 쓰여 있어 그 당시 상황을 짐작하게 한다.